# Hamata
Hamata (ar. حماطة, Ḥamāṭa) – miejscowość wypoczynkowa na północ od półwyspu Ras Banas w południowo-wschodniej części Egiptu, położona nad Morzem Czerwonym (Riwiera Morza Czerwonego), ok. 420 km na południe od Hurghady, 120 km na południe od Marsa Alam.
W południowej części Hamaty znajduje się kamienny pirs z betonową nawierzchnią z nabrzeżem do cumowania łodzi turystycznych. 9 km na południe od miejscowości znajduje się kompleks ekologiczny Red Sea Diving Safari – Wadi Lahami Village przeznaczony dla doświadczonych nurków pobliskich raf koralowych.